# جنة (ألبوم)
جنة هو الألبوم الغنائي الخامس للفنان حميد الشاعري حيث صدر هذا الألبوم من إنتاج شركة سونار
في العام 1988. شارك كلُ من إبراهيم فهمي ومجدي الشاعري في غناء أغنيتي حبك وجيت الدنيا. كما قام فريق المزداوية بالتنفيذ الموسيقي للألبوم. تم التسجيل باستوديو إيكو ساوند.

## محتويات الألبوم
|                 |                    |              |                  |
| ألأغنيات        | ألكلمات            | ألألحان      | التوزيع الموسيقي |
| ميلي            | عادل عمر           | فلكلور ليبي  | حميد الشاعري     |
| بروي            | عادل عمر           | حميد الشاعري | حميد الشاعري     |
| لا تلوموا علينا | فرج المزبل         | إبراهيم فهمي | حميد الشاعري     |
| يا حبت قلبي     | محمد القصاص        | حميد الشاعري | حميد الشاعري     |
| حبك             | عادل عمر           | حميد الشاعري | حميد الشاعري     |
| اسمي بشر        | جمال بخيت          | حميد الشاعري | حميد الشاعري     |
| جيت الدنيا      | عبد الرحمن أبو سنة | حميد الشاعري | حميد الشاعري     |
| جنة             | عادل عمر           | جيل جيلالة   | حميد الشاعري     |

## أعضاء الفريق
- أعضاء الفريق تبعاً للألة الموسيقية هم :

| ألألة الموسيقية | اسم العازف                   | * فريق المزداوية |
| كيبورد          | حميد الشاعري                 | *                |
| جيتارات         | عمرو طنطاوي ومحمد عبد الجواد | *                |
| باص جيتار       | ماجد يحي                     | *                |
| إيقاع           | سعيد الأرتيست                |                  |

- الهندسة الصوتية م.عبد الله - م.نايف